# 陳妙瑛
陳妙瑛（Mariane Chan Miu Ying，1972年8月1日—），前香港女演員，前無綫電視合約女藝員及花旦。現為健康國際有限公司行政總裁。1993年參加香港小姐入行，1997年至2000年穩坐無綫電視花旦之位，2001年離開無綫電視棄影從商。

## 簡歷
1993年以20歲半之齡參加香港小姐，並以半熱門姿態進入五強最後卻三甲不入，雖然落選但獲「最美麗相中人獎」，並正式加入無綫電視成為旗下女藝員。次年，開始拍攝電視劇，加入無綫不到一年已備受無綫力捧，在鄧特希監製的劇集《CATWALK俏佳人》中擔任第二女主角。
其後在劇集《婚姻物語》及《新同居關係》中都穩坐第二女主角，在無綫的地位更力壓同期出道的藝人及同屆港姐
。1996年，她演出的五部劇集《天降財神》、《隋唐群英會》、《緝私群英》、《西遊記》及《O記實錄II》都順利播出，其中三部是她擔正第一女主角之作，其中在《西遊記》飾演的白骨精，是她出道以來第一個反派角色，她演反派不但沒被觀眾厭棄，反而被觀眾讚賞能夠演繹忠奸兩角。
1997年，她與元華合作武打喜劇《男人四十打功夫》，飾演的桑菊一角，大獲好評，首度與元華合作即擦出不少火花，令他們一同榮獲《萬千星輝頒獎典禮1997》最惹笑冤家大獎提名。在科幻劇集《隱形怪傑》中飾演的傻大姐辛曉嵐，更是她的代表角色之一。
1999年，繼《金玉滿堂》後，再度與歐陽震華拍攝古裝查案電視劇《洗冤錄》 ，飾演男人性格、樂天性格的女捕快聶楓一角，在劇中與歐陽震華的火花，令他們榮獲《萬千星輝頒獎典禮2000》本年度我最喜愛的拍檔（戲劇組）提名。
2001年約滿無綫後選擇離開，結束與無綫8年之賓主關係。其後簽了新的經理人，安排拍廣告，登台及剪綵等工作。
2002年播出她擔正的古裝電視劇《無頭東宮》 ，飾演「東宮」楚楚（凌雲）一角，由於演技精湛，令她榮獲《萬千星輝頒獎典禮2002》最佳女主角提名，更視為大熱門之一，因她早於2001年拍畢此劇後約滿而選擇離開無綫，因此無緣入圍最後五強。
2005年宣佈全面淡出娛樂圈，棄視從商，成立健康國際有限公司及Beauty Tech美麗藝術化妝髮型美容學府。現時已全面成為商界女強人，主力在商界發展。
2012年，被媒體問及是否想重返無綫，但陳妙瑛表示現以商業為先，待生意告一段落，才考慮回巢拍劇。

## 演出作品

### 電視劇（無綫電視）
| 首播   | 劇名                   | 角色              | 性質           |
| 1994年 | CATWALK俏佳人          | 陳妙瑛（Mariane） | 第二女主角     |
| 1994年 | 婚姻物語               | 宋家希            | 第二女主角     |
| 1994年 | 愛有明天               | 戚韻玲            | 客串           |
| 1994年 | 餐餐有宋家             | Anna              | 客串           |
| 1995年 | 驚心都市               | Eva               | 單元女主角     |
| 1995年 | 新同居關係             | 曾小蘭            | 第三女主角     |
| 1996年 | 天降財神               | 歐陽貞德          | 第一女主角     |
| 1996年 | 隋唐群英會             | 楊蘭陵            | 第三女主角     |
| 1996年 | 緝私群英               | 阮木芳            | 第二女主角     |
| 1996年 | 西遊記                 | 白骨精            | 單元女主角     |
| 1996年 | O記實錄II              | 陳善美            | 第三女主角     |
| 1996年 | 的士810III（電視電影） | 方翠怡            | 第一女主角     |
| 1997年 | 隱形怪傑               | 辛曉嵐            | 第一女主角     |
| 1997年 | 男人四十打功夫         | 桑 菊             | 第一女主角     |
| 1998年 | 西遊記（貳）           | 白骨精            | 客串           |
| 1998年 | 花木兰                 | 花木蘭／花木男    | 第一女主角     |
| 1998年 | 大澳的天空             | 石歡喜            | 第二女主角     |
| 1999年 | 金玉滿堂               | 梁小小            | 第一女主角     |
| 1999年 | 非常保鑣               | 傅惠芳            | 第一女主角     |
| 1999年 | 布袋和尚               | 江小風            | 第一女主角     |
| 1999年 | 命轉情真               | 莊玉雪            | 兩大女主角之一 |
| 1999年 | 洗冤錄                 | 聶 楓             | 兩大女主角之一 |
| 2000年 | 大囍之家               | 李頌恩            | 第一女主角     |
| 2002年 | 無頭東宮               | 楚楚／凌雲        | 兩大女主角之一 |

### 電影
| 發行年份 | 電影名稱              | 飾演角色         | 合作藝人               |
| -------- | --------------------- | ---------------- | ---------------------- |
| 1990年   | 開心鬼救開心鬼        | 學生             | 黃百鳴、楊寶玲、羅美薇 |
| 1992年   | 五福星撞鬼            |                  | 洪金寶、曾志偉、陳百祥 |
| 1993年   | 審死官翻案            |                  | 黃光亮、關詠荷、余毅豪 |
| 1993年   | 情陷珠江橋            |                  | 吳啟華、唐麗球、羅錦富 |
| 1994年   | 飛虎雄風(電視電影)    |                  | 鄭浩南、黃智賢、林偉   |
| 1994年   | 錦繡前程              |                  | 張國榮、梁家輝、關之琳 |
| 1993年   | 醉生夢死之灣仔之虎    |                  | 任達華、劉青雲、尹揚明 |
| 1995年   | 殺手風雷(電視電影)    |                  | 鄭伊健、黃智賢、郭政鴻 |
| 1995年   | 富貴人間              |                  | 許冠文、林海峰、葛民輝 |
| 1996年   | 黑鳥(電視電影)        |                  | 鄭浩南、陳啟泰、馬德鐘 |
| 1996年   | 飛虎雄心2之傲氣比天高 | 阮麗（越南玫瑰） | 陳曉東、張智霖、莫文蔚 |
| 1996年   | 南洋第一邪降          |                  | 吳毅將、徐錦江、羅蘭   |
| 1996年   | 伊波拉病毒            | 阿霞             | 黃秋生、尹揚明、成奎安 |
| 1996年   | 東方快車              |                  | 于榮光、尹揚明、彭丹   |
| 1996年   | 古惑女之決戰江湖      | 飛雞             | 李麗珍、莫文蔚、麥家琪 |
| 1998年   | 陰陽路4與鬼同行       |                  | 古天樂、孫佳君、張達明 |

### 音樂錄影帶（Music Video）
| 年份   | 歌曲           | 歌手   |
| 1991年 | 發誓           | 黎瑞恩 |
| 1993年 | 死心不息       | 吳奇隆 |
| 1993年 | 還是你懂得愛我 | 譚詠麟 |
| 1994年 | 全部為你       | 鍾鎮濤 |
| 1995年 | 偷偷摸摸       | 李克勤 |
| 1996年 | 網絡情迷       | 譚詠麟 |

## 節目主持
| 年份   | 節目                               |
| 1994年 | 歡樂今宵                           |
| 1994年 | 廣島亞運會                         |
| 1996年 | 奧運群星智激鬥                     |
| 1996年 | 永安旅遊話你知：點解馬來西亞咁好玩 |
| 1996年 | 永安旅遊話你知：點解印尼咁好玩     |
| 1998年 | 永安旅遊話你知：點解歐洲咁好玩     |
| 2000年 | 永安旅遊話你知：點解俄羅斯咁好玩   |
| 2000年 | 萬眾一心千禧耀東華                 |

## 無綫月曆
- 1998年7月 - 林保怡
- 1999年5月 - 林家棟
- 2000年4月 - 歐陽震華
- 2001年2月 - 黃子華

## 獎項記錄
| 年份   | 頒獎               | 獎項                   | 結果 | 備註                 |
| 1993年 | 1993年香港小姐競選 | 最美麗相中人獎         | 獲獎 |                      |
| 1998年 | 1998年壹電視大獎   | 十大電視藝人（第九位） | 獲獎 |                      |
| 2006年 | 世界傑出華人獎     |                        | 獲獎 |                      |
| 2009年 | 明報周刊           | 我最愛的至善港姐       | 獲獎 | 1993年香港小姐參賽者 |

## 感情生活
陳妙瑛與香港三合會新義安骨幹成員陳耀興是男女朋友。陳耀興於1993年11月到澳門參加格蘭披治賽車期間，在酒店外被槍手伏擊身亡。

## 外部連結
- 陳妙瑛在互联网电影资料库（IMDb）上的資料（英文）
- 陳妙瑛在香港影庫上的簡介
- 陳妙瑛在时光网上的簡介（简体中文）
- 陳妙瑛在豆瓣上的资料（简体中文）

| 前任： 盧淑儀 | 香港小姐競選最上鏡小姐 （是屆改稱「最美麗相中人」獎） 1993年 | 繼任： 黃𨥈瑩 |